# Historischer Verein des Kantons St. Gallen
Der Historische Verein des Kantons St. Gallen ist eine Geschichtsvereinigung in der Schweiz. Er wurde 1859 gegründet.

## Geschichte
Nach Bemühungen des Historikers Hermann Wartmann wurde am 27. Dezember 1859 der Historisch-philologisch-philosophische Leseverein als Vorläufer des Historischen Vereins gegründet. 1861 wurde die Umbenennung in Historischer Verein vorgenommen, wurden Zielsetzungen formuliert und Statuten beschlossen. Zu den Zielen gehörten das Interesse an der Geschichtswissenschaft und der vaterländischen Geschichte zu beleben, einen Lesezirkel zu betreiben, regelmässige Versammlungen abzuhalten und historische Mitteilungen herauszugeben. Der Vortrag Wartmanns Aus der Urzeit des Schweizer Landes wurde gedruckt und 1861 als erstes Neujahrsblatt veröffentlicht. Zusätzlich wurde das Anlegen einer kulturhistorisch-antiquarischen Sammlung in die Wege geleitet.
Beim Jubiläum des 25-jährigen Bestehens 1884 zählte der Historische Verein 410 Mitglieder.
Die von ihm angelegte kulturhistorisch-antiquarische Sammlung bildete den Grundstock für das später gegründete Historische und Völkerkundemuseum in St. Gallen. 1917 wurde die Sammlung dem neuen Museum geschenkt und ab 1921 ins neue Museumsgebäude überführt.
1938 wurde eine erste Auslandreise nach Strassburg unternommen.
Die ursprünglich getrennt vom Historischen Verein entstandenen lokalen und regionalen historischen Institutionen des Kantons wurden als Kollektivmitglieder in den Historischen Verein integriert und die Statuten 2007 entsprechend angepasst.

## Publikationen
Alljährlich seit Gründung veröffentlicht der Historische Verein unter dem Titel Neujahrsblatt des Historischen Vereins des Kantons St. Gallen eine Schrift, welche über Forschungen und Erkenntnisse zur kantonalen Geschichte berichtet. Insbesondere in wirtschaftlich schwierigen Zeiten half die 1940 von Carl Moser-Nef errichtete Stiftung bei der Finanzierung der Veröffentlichungen. Die vollständige Liste der Neujahrsblätter seit 1859 kann eingesehen werden.
Weitere Veröffentlichungen erfolgten ab 1862 bis 2007 als Mitteilungen zur vaterländischen Geschichte, so beispielsweise Forschungsergebnisse aus der Stiftsbibliothek St. Gallen oder Urkundenbücher zur St. Galler Handelsgeschichte.
Die Mitteilungen zur vaterländischen Geschichte erscheinen seit 2009 unter dem Titel St. Galler Kultur und Geschichte. Herausgeber sind der Historische Verein und das Staatsarchiv St. Gallen.
Vom Chartularium Sangallense (Sammlung von Urkunden ab den Jahren von 1000 bis 1411) wurden von 1983 bis 2007 mehrere Bände veröffentlicht.

## Zusammenarbeit (Auswahl)
- Staatsarchiv des Kantons St. Gallen
- Stiftsarchiv St. Gallen
- Kantonsbibliothek Vadiana
- Ortsbürgergemeinde St. Gallen
- Universität St. Gallen
- Schweizerische Gesellschaft für Geschichte
- Kulturmuseum St. Gallen
- Regionale Geschichtsvereine des Kantons St. Gallen[4]

## Leitung
- 2024: Dorothee Guggenheimer und Lukas Gschwend
- 1859 bis 2008: Listen der Präsidenten, Aktuare und Kassierer (inklusive Beruf und Wohnort) sind auf den Seiten 15 und 34 bis 36 online einsehbar.[3]